# Suchov
Suchov är en ort i Tjeckien.   Den ligger i regionen Södra Mähren, i den sydöstra delen av landet, 260 km sydost om huvudstaden Prag. Suchov ligger 383 meter över havet och antalet invånare är 568.
Terrängen runt Suchov är kuperad åt sydost, men åt nordväst är den platt. Runt Suchov är det ganska tätbefolkat, med 134 invånare per kvadratkilometer. Närmaste större samhälle är Uherské Hradiště, 19,5 km norr om Suchov. I omgivningarna runt Suchov växer i huvudsak blandskog.